# Grímstaðfjall
Grímstaðfjall è un rilievo alto 523 metri sul mare situata sull'isola di Vágar, situata nell'arcipelago delle Isole Fær Øer, in Danimarca.